# Teatro Villafranquino
El Teatro Villafranquino -conocido actualmente como Teatro Villafranquino Enrique Gil y Carrasco- es un teatro situado en Villafranca del Bierzo.

## Historia
Este teatro estaba en construcción en 1842, según consta en las actas municipales de Villafranca del Bierzo de ese mismo año y debió estrenarse como tal con motivo de la creación de la Sociedad de Teatro de Villafranca, un 26 de enero de 1843 como atestigua entre otros documentos un ejemplar de sus estatutos. Los estatutos de la Sociedad de Teatro de Villafranca incluyen una interesantísima lista de 43 socios a los que se añade un grupo denominado de “Socios corresponsales” seguramente por estar residiendo fuera de la villa que impulsan con su prestigio la iniciativa, todos ellos son personalidades destacadas en ese momento. Encabeza ese listado por edad y respeto, D. Pelegrín Saavedra, una conocida autoridad política y religiosa. Le siguen dos escritores Enrique Gil y Antonio Fernández Morales, después viene detrás el amigo personal de Gil y editor de sus obras, Joaquín del Pino.
Nace en el contexto del auge del teatro Romántico y es pues el teatro más antiguo que se conserva en la Provincia de León y entre los pocos teatros históricos del XIX de nuestro país. Se trata de un espacio que desde su nacimiento, aunque rehabilitado en distintos momentos, no dejó de hacerse uso de él. Ocupa un lugar destacado en el Conjunto Histórico Artístico de Villafranca y, en relación con su puesta en valor, se incorporó el nombre de Enrique Gil y Carrasco, el escritor romántico, crítico teatral y autor villafranquino más conocido del siglo XIX. Estos datos fueron publicados recientemente en el año del bicentenario del citado autor y a raíz del "Congreso Internacional: Enrique Gil y Carrasco y el Romanticismo" que fue inaugurado precisamente en este mismo teatro en 2015.
A partir de 1903 hubo una importante rehabilitación que concluyó en septiembre de 1905 como reza en una pintura mural sobre la escena. Respetando su estilo que se basa en los cánones estéticos del momento, destacando elementos de índole artístico como el telón neoclásico o el mural sobre el escenario firmado por Demetrio Monteserín. Tiene un aforo máximo de 234 butacas.
En los primeros meses del golpe militar del 18 de julio de 1936 fue uno de los lugares de detención ilegal de la Villa. Allí los falangistas encerraban a civiles republicanos y de allí los sacaban para asesinarlos. Ese fue el caso de los conocidos como "trece de Priaranza"; sacados de allí en un camión de gaseosas, la noche del 16 de octubre de 1936, para ser asesinados en una cuneta en Priaranza del Bierzo y terminar enterrados en una fosa común donde permanecieron hasta octubre del año 2000, cuando fueron exhumados por el empuje de la familia de Emilio Silva Faba. 
En septiembre del año 2005 se adaptan las instalaciones con nuevas medidas de seguridad. En 2007 el ayuntamiento busca soluciones para evitar su cierre debido a las pérdidas que ocasiona.
Aunque se inauguró como teatro, a lo largo de su siglo de vida ha acogido actos literarios, musicales, políticos y sociales. Dos de los actos más nombrados que acoge son el Festival de Cine "Cinefranca" y el Festival de Cortometrajes que se celebra todos los años en diciembre.